# Sister Bay
Sister Bay is een plaats (village) in de Amerikaanse staat Wisconsin, en valt bestuurlijk gezien onder Door County.

## Demografie
Bij de volkstelling in 2000 werd het aantal inwoners vastgesteld op 886. In 2006 is het aantal inwoners door het United States Census Bureau geschat op 909, een stijging van 23 (2,6%).

## Geografie
Volgens het United States Census Bureau beslaat de plaats een oppervlakte van 7,9 km², waarvan 6,7 km² land en 1,2 km² water. Sister Bay ligt op ongeveer 189 m boven zeeniveau.

## Plaatsen in de nabije omgeving
De onderstaande figuur toont nabijgelegen plaatsen in een straal van 44 km rond Sister Bay.